# Trichomycteridae
Trichomycteridae es una familia de pez gato (orden Siluriformes) comúnmente denominados lápiz o peces gato parásitos. Esta familia incluye al famoso pez candirú, temido en ciertas partes del mundo por su hábito de entrar en los seres humanos a través de la uretra.
Se conoce un único registro fósil para esta familia de Siluriformes, que data del Plioceno temprano. Estos fósiles fueron descubiertos en la localidad paleontológica de «Farola de Monte Hermoso», en el sur de la provincia de Buenos Aires, Argentina. Guarda una estrecha relación con la familia Nematogenyidae junto con la cual constituye una de las familias más antiguas de siluros de agua dulce del continente.
Se ha prohibido la importación de peces de esta familia en varias partes de los Estados Unidos.

## Taxonomía
Trichomycteridae comprende cerca de 41 géneros y 207 especies. Es la segunda familia más diversa del orden, después de Loricariidae. Numerosas especies esperan aún ser descritas.
La monofilia de Trichomycteridae está bien entendida. La familia se divide en ocho subfamilias. La única subfamilia no monofilética es la más grande, Trichomycterinae. Se ha sugerido un gran clado en Trichomycteridae compuesto por las subfamilias Tridentinae, Stegophilinae, Vandelliinae, Sarcoglanidinae y Glanapteryginae (el llamado clado TSVSG); este gran clado forma un grupo monofilético con los géneros Ituglanis y Scleronema. Los dos últimos géneros no se clasifican en ninguna de las subfamilias.

## Distribución
Los Trichomycteridae tienen una distribución mucho mayor que la de otras familias de peces gato. Están ampliamente distribuidos a través de los Neotrópicos. Estos peces son originarios de cursos de agua dulce de Costa Rica, Panamá y toda Sudamérica. La familia se extiende desde Panamá hasta Chile y Argentina.

## Descripción
Sus cuerpos son alargados y no presentan normalmente escamas (son desnudos). Poseen barbas nasales y normalmente dos pares de barbas maxilares. Muchos han perdido la aleta adiposa, y algunos también han perdido las aletas pélvicas.
Muchos tricomictéridos son tan pequeños que se los considera miniaturas (en SL no exceden de 26 mm). La miniaturización ocurre en muchas subfamilias de tricomictéridos, incluyendo a Trichomycterinae, Glanapteryginae, Vandelliinae (en Paravandellia), Tridentinae, y Sarcoglanidinae. La miniaturización probablemente ocurrió cuatro veces en su evolución, ya que Glanapteryginae y Sarcoglanidinae son parientes próximos y parecen tener un solo ancestro miniaturizado.

## Ecología
Aunque la familia es comúnmente conocida como "peces gato parásitos", los Trichomycteridae poseen uno de los más amplios rangos de adaptaciones tróficas dentro del orden Siluriformes. Solo las subfamilias Vandelliinae y Stegophilinae se consideran peces parásitos, incluyendo al infausto "candirú" o pez gato vampiro. Aparte de los autónomos, predadores generalizados de pequeños invertebrados, algunas de las modalidades de alimentación que desarrolloan los tricomictéridos incluyen la hematofagia (Vandelliinae), la lepidofagia (alimentación a base de escamas), la mucofagia (en algunos Stegophilinae), la necrofagia y algiboria parcial (alimentación a base de algas) (Copiondontinae).
Los Trichomycteridae incluyen especies activas como nadadoras como los miembros de las subfamilias Copionodontinae, Trichogeninae, Glanapteryginae, Sarcoglanidinae y el género Ituglanis. Hay especies restringidas a altitudes mayores a 4000 m s. n. m., como las que habitan en la Cordillera de los Andes. También las hay restringidas a lagos andinos, islas costeras, los rápidos de los ríos y las nacientes de ríos torrenciales. Los Tricomictéridos son uno de los más exitosos grupos en colonizar cuevas, existiendo nueve especies troglobias: Ituglanis bambui, I. epikarsticus, I. passensis, I. ramiroi, Silvinichthys bortayro, Trichomycterus chaberti, T. itacarambiensis, T. santanderensis, y T. spelaeus.